# المديدات (حزم العدين)

تعديل مصدري - تعديل

المديدات محلة تابعة لقرية الاحطوب، التابعة لعزلة الاجعوم بمديرية حزم العدين إحدى مديريات محافظة إب في الجمهورية اليمنية، بلغ تعداد سكانها 29 حسب تعداد اليمن لعام 2004.